# Helmut Rode
Helmut Friedrich Rode (* 28. Februar 1931 in Nienburg/Weser) ist ein Unternehmer und ehemaliger deutscher Politiker der CDU. Er war Mitglied des 10. und 12. Bundestages. 

## Leben und Beruf
Helmut Rode ist Kaufmann und selbständiger Transport- und Mineralölhandelsunternehmer. Er ist mit Ingeburg Rode verheiratet, hat mit ihr fünf Kinder und lebt in Wietzen.
Von 1941 bis 1949 besuchte Helmut Rode die Oberschule (heutiger Name: Albert-Schweitzer-Schule) in Nienburg/Weser, von 1949 an die Oberschule in Petershagen mit dem Abiturabschluss im Jahr 1951. Er beabsichtigte danach die Aufnahme eines Theologiestudiums, kam jedoch der Bitte seines Vaters nach, ihn bei der Erweiterung des elterlichen Unternehmens in Wietzen zu unterstützen. Rode absolvierte eine Ausbildung zum Großhandelskaufmann und war danach im Familienunternehmen im Baustoff- und Landhandel als auch im nationalen Güterkraftverkehr und Mineralölgroßhandel tätig.

## Öffentliche Ämter und Abgeordnetentätigkeit
Helmut Rode war von 1964 bis 1976 Mitglied des Gemeinderates in seinem Heimatdorf Wietzen. 1968 trat er der CDU bei. Seit 1976 gehörte er dem Rat der Samtgemeinde Marklohe an. Von 1968 bis 1996 war Rode Mitglied im Kreistag des Landkreises Nienburg/Weser, darunter von 1972 bis 1981 als Vorsitzender der CDU-Fraktion.
Am 15. Dezember 1981 wurde Helmut Rode zum ehrenamtlichen Landrat des Landkreises Nienburg/Weser gewählt. Dieses Amt bekleidete bis 1991. Als Landrat engagierte er sich besonders für soziale Belange seiner Region, den Aufbau und die Stärkung der dörflichen Kultur und Heimatpflege sowie für Angelegenheiten des Mittelstandes.
Helmut Rode wurde 1983 und 1990 im Wahlkreis Nienburg – Schaumburg direkt in den Deutschen Bundestag gewählt. Damit war er von 1983 bis 1987 und von 1990 bis 1994 Mitglied des Deutschen Bundestages.
Rode war Mitglied in den Bundestagsausschüssen für Landwirtschaft, Umweltschutz und Verkehr (hier u. a. als Berichterstatter für den Bundesverkehrswegeplan).
Als Bundestagsabgeordneter übernahm Helmut Rode aktive Verantwortung für die „Christliche Morgenfeier“ und für „Christen im Parlament“.

## Kulturelles und soziales Engagement
Seit 1954 übernahm Helmut Rode durch seine Mitarbeit in der Evangelischen Heimvolkshochschule Loccum neben seiner betrieblichen Arbeit den Aufbau umfangreicher Vortragsaktivitäten im Rahmen von dörflichen Seminaren sowie bei kirchlichen und kulturellen Vereinen und Verbänden. Rode hielt sowohl während seiner aktiven politischen Zeit als auch heute Vorträge zu Themen der Demokratie, der Gesellschaft und zur Arbeit im Bundestag.
Helmut Rode war 1962 Mitbegründer des Dorfkulturkreis Wietzen e.V. und unterstützte die Einrichtung der Musikschule Nienburg/Weser und Gruppen der örtlichen Heimatpflege. Er war stellvertretender Vorsitzender des Kirchenkreises Nienburg, Vorstandsmitglied im Museumsverein Nienburg, Vorstandsmitglied im Betreuungsverein Nienburg e.V., Vorstandsmitglied der Lebenshilfe Kreisvereinigung Nienburg e.V. sowie Vorsitzender des Verwaltungsrates der Lebenshilfe Nienburg gGmbH.
Engagements und Mitgliedschaften verbinden ihn mit der ländlichen Erwachsenenbildung, den Guttemplern, dem DRK, der Freiwilligen Feuerwehr Wietzen, dem Landvolk Niedersachsen und verschiedenen mittelständischen Verbänden.
Seit Anfang 2005 ist Rode Heimatpfleger seiner Gemeinde Wietzen. Er wirkt mit im Förderkreis der Heimatstube Wietzen. Seit 2010 baut Rode im Rahmen des Dorfkulturkreises Wietzen e. V. eine Geschichtswerkstatt Wietzen auf. Hier will er einen Mitarbeiterkreis beflügeln und das brachliegende soziale Kapital zum Leben erwecken, zur Verbesserung der Lebensqualität nutzen und zur Erhaltung der Einrichtungen der Daseinsvorsorge im Dorf beitragen.
In der Vortragsreihe des Dorfkulturkreises „Wietzen – wie es früher war“ hält Helmut Rode jedes Frühjahr selbstrecherchierte Vorträge über die Geschichte der ansässigen Firmen und Geschäfte seines Heimatdorfes Wietzen, deren Ausarbeitung oftmals Monate in Anspruch nimmt.
Es ist sein besonderes Anliegen, die Neubürgerfamilien im Dorf in die Arbeit zum gegenseitigen Kennenlernen und Respektieren einzubinden, und mit den Schulklassen der Grundschule Wietzen im Rahmen museumspädagogischer Maßnahmen zusammenzuarbeiten.
So hat er mit der Grundschule Wietzen einen Preis im Wettbewerb „Umweltschule in Europa“ erringen können. Seit Jahren wird in der Praxis das Thema „Vom Flachs zum Leinen“ mit den Schulklassen bearbeitet.

## Auszeichnungen
- 2011: Ehrenbürger der Gemeinde Wietzen
- 1999: Heimatplakette des Landkreises Nienburg/Weser
- 1998: Niedersächsisches Verdienstkreuz 1. Klasse
- 1988: Bundesverdienstkreuz am Bande